# Aphis septentrionalis
Aphis septentrionalis är en insektsart som beskrevs av Pashtshenko 1994. Aphis septentrionalis ingår i släktet Aphis och familjen långrörsbladlöss. Inga underarter finns listade i Catalogue of Life.